# Virbia zonata
Virbia zonata là một loài bướm đêm thuộc phân họ Arctiinae, họ Erebidae.